# 二重収束型質量分析計
二重収束型質量分析計（にじゅうしゅうそくがたしつりょうぶんせきけい、英: double-focusing mass spectrometer）とは、質量分析計の一形式。

## 原理
二重収束質量分析計は、一般的には速度収束をもたらす電場セクターと方向収束をもたらす磁場セクターの二つの分析場を持つ。
試料導入部より導入された原子あるいは分子は、イオン源でイオン化される。ここで生成した電荷数 (z)、質量 (m) の荷電粒子は加速電圧 (V) で加速された後、垂直方向に一様な磁場（磁場強度 B）が印加されている磁場セクターに導入される。一様磁場下では荷電粒子はローレンツ力と遠心力が釣り合うような半径 r の円軌道上を等速円運動するので、以下の式が成り立つ。
{\displaystyle {\frac {m}{z}}={\frac {r^{2}B^{2}}{2V}}}
加速電場および偏向磁場のどちらかを一定に保ったまま他方を変化させることにより、異なる質量電荷比（m/z 値）の荷電粒子を検出することが可能であるが、通常は磁場強度を変化させることで質量分析を行う。分析内容によっては電圧を変化させる手法も使用される場合がある。

### 収差補正
各収差を打ち消すように磁場セクターと電場セクターを配置することで、二重収束が得られる。
方向収束
入射された同じ質量電荷比と運動エネルギーを持っているものの、入射角度が異なる荷電粒子の流れを、再度一点に収束させる事象を方向収束と呼び、磁場セクターで収差補正する。
速度収束
入射された同じ質量電荷比でありながら、少し異なる速度を有する荷電粒子の流れを収束させることを速度収束と呼び、電場セクターにより収差補正される。
検出感度は 10−15 g オーダーで極微量分析が可能。

## 質量範囲
磁場掃引法では広い範囲の質量電荷比の測定に適してはいるものの、磁場強度の直線性が低いので、高い質量精度を求める場合には、多くの内部標準荷電粒子が必要なる。反面、電圧掃引法では質量電荷比範囲は限られるものの、電圧の直線性が高く高い質量精度を得られる。